# Hendrik Raspe IV
Hendrik Raspe (1204 - Wartburg (kasteel), 16 februari 1247) was als Hendrik Raspe IV vanaf 1227 landgraaf van Thüringen en vanaf 1246/1247 tegenkoning van keizer Frederik II en diens zoon Koenraad IV. Raspe was de laatste landgraaf en enige koning uit het Huis van de Thuringische Ludovingen. Tot ver in de 20e eeuw werd hij beschouwd als "koning van de clerici" (dit is, een koning die zijn macht heeft te danken aan geestelijken). Pas in het recentere historische onderzoek is er nieuw licht geworpen op zijn persoon en regering.

## Leven
Hendrik Raspe werd in 1204 als derde zoon van landgraaf Herman I van Thüringen en diens tweede vrouw Sophia, dochter van hertog Otto I van Beieren, geboren.

### Landgraaf
In 1227 volgde Hendrik zijn broer Lodewijk IV, die in datzelfde jaar onderweg naar het Heilige Land was gestorven, als regent van het landgraafschap Thüringen op; zijn jongste broer Koenraad Raspe bestuurde vanaf 1231 de Hessische landsdelen.
Heinrich regeerde aanvankelijk in de plaats van de minderjarige zoon van Lodewijk en Elisabeth van Thüringen, Herman II, die in 1227 slechts vijf jaar oud was en in 1241 op negentienjarige leeftijd plots overleed. Enkele latere historici zochten Hendrik als schuldige of medeschuldige aan te duiden voor de vergiftiging van zijn neef. Hier zijn echter in contemporaine en semi-contemporaine bronnen geen aanwijzingen voor te vinden. Met het oog op het feit dat Herman zelf vanaf 1234 oorkondes uitvaardigde en aldus feitelijk als landgraaf heerste, en daar geen conflicten tussen oom en neef zijn overgeleverd, ontbeert deze verdenking elke vorm van grond.
In 1241 nam Hendrik deel aan de strijd tegen de Europa binnengevallen zijnde Mongolen, maar nam niet aan een van de grootste veldslagen tegen de Mongolen deel.

### Verhouding tegenover Elisabeth van Thüringen
De verhouding tussen hem en Elisabeth, de jonge weduwe van zijn broer en latere heilige, was klaarblijkelijk gespannen. Latere legenden schrijven aan Hendrik de verdrijving van Elisabeth uit de Wartburg toe; waarschijnlijker is echter, dat Elisabeth de zetel van het landgraafschap uit zichzelf verliet, daar ze daar geen leven in de imitatio Christi kon leiden, zoals ze had in een gelofte had gezegd te zullen doen.
Nadat Elisabeth in november 1231 in Marburg was gestorven, lieten Hendrik en zijn broer Koenraad door grootschalige schenkingen de Duitse Orde zich in Marburg vestigen. In de zomer van 1234 namen de ridders van de Duitse Orde bij de intrede van Koenraad Raspe in de Orde ook het door Elisabeth gestichte Sint-Franciscus-hospitium over. De door Koenraad voortgezette inspanningen voor de heiligverklaring van Elisabeth bij Paus Gregorius IX vonden zonder twijfel niet tegen Hendriks wil plaats. Bij de verheffing van het gebeente van Elisabeth op 1 mei 1236 was naast Hendrik ook de Staufenkeizer Frederik II aanwezig.

### Reichsgubernator

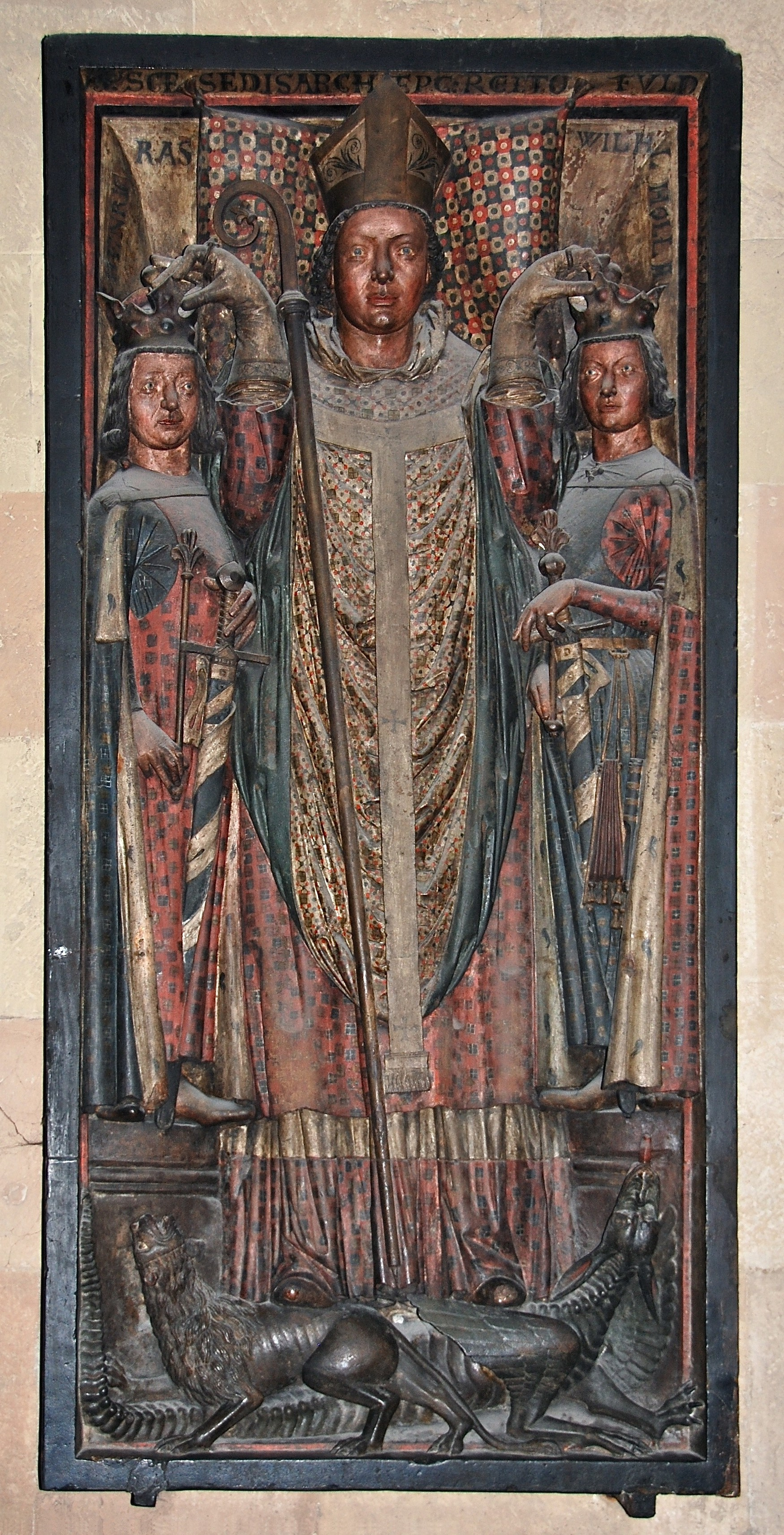
Grafmonument van aartsbisschop van Mainz, Siegfried III van Eppstein: Siegfried (midden) zet Hendrik Raspe en Willem van Holland de kroon op.

Nadat de toenmalige ambtshouder, de aartsbisschop van Mainz, Siegfried III von Eppstein, verrassend naar het anti-Staufenkamp was overgelopen, werd Hendrik in 1242 samen met Wenceslaus I van Bohemen door Frederik II tot Reichsgubernator voor diens minderjarige zoon Koenraad IV aangesteld. Zo zou een dreigende oorlog tussen de rivaliserende Duitse vorsten worden verhinderd.

### Tegenkoning

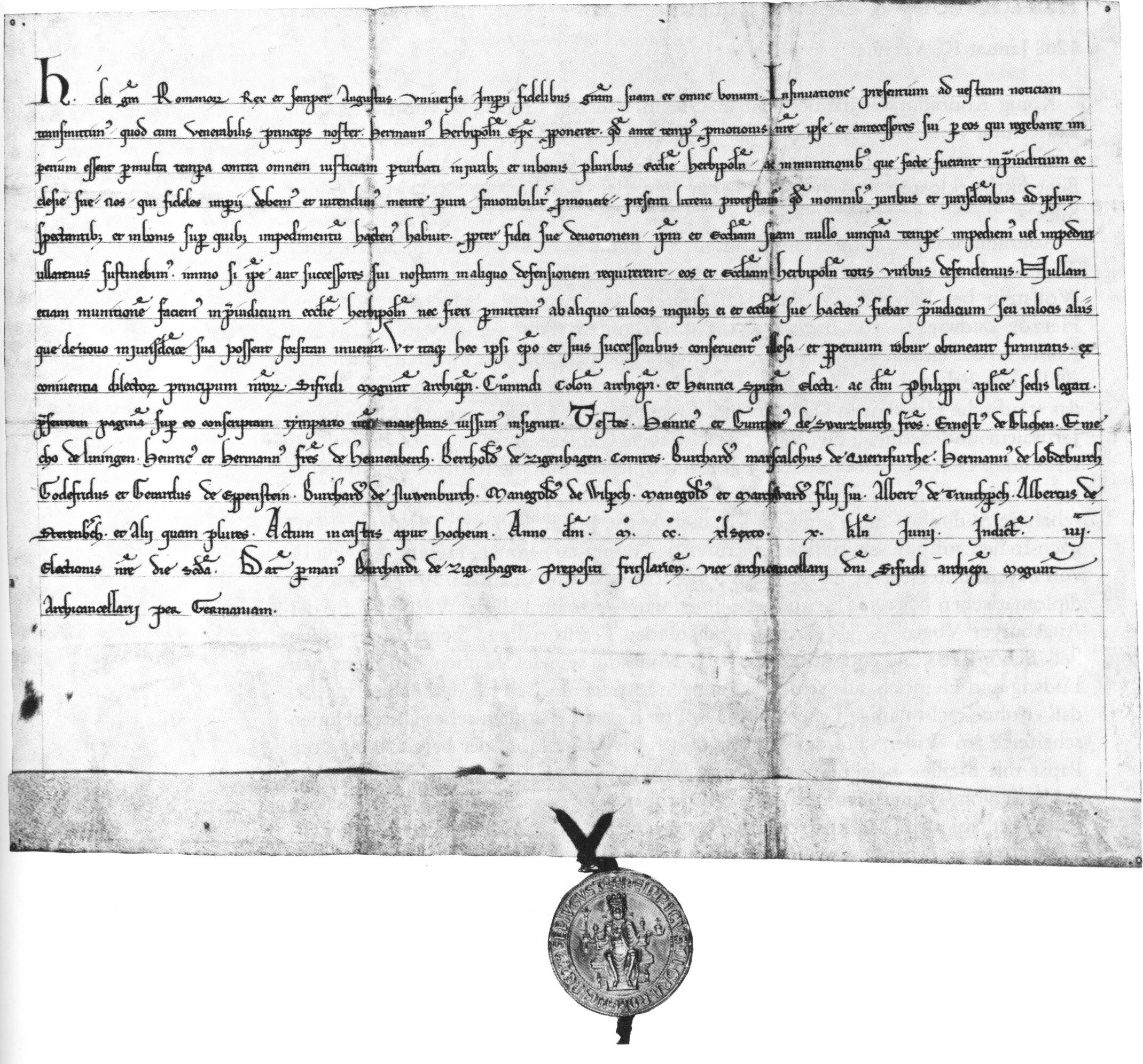
Oorkonde van Hendrik Raspe voor Herman I van Lobdeburg, bisschop van Würzburg, en diens kerkgemeenschap, opgesteld op 23 mei 1246 (München, Bayerisches Hauptstaatsarchiv, Kaiserselekt 777).

Na de afzetting van Frederik II in 1245 door Paus Innocentius IV wisselde Hendrik Raspe van kant en werd op aandringen van de paus en met de steun van de aartsbisschoppen van Mainz en Keulen, Siegfried III en Koenraad I van Hochstaden, op 22 mei 1246 door een minderheid van de Duitse vorsten in Veitshöchheim bij Würzburg tot koning verkozen. Wegens deze verkiezingshulp en zijn goede verhoudingen met Rome, hield hij er toen reeds de bijnaam rex clericorum ("koning van de clerici") aan over.
Zijn koningschap bleef omstreden, want Koenraad IV weigerde het om aan zijn aanspraak op de troon te verzaken. In de slag aan de Nidda (ook slag bij Frankfurt genoemd) op 5 augustus 1246 versloeg Hendrik zijn vroegere beschermeling, terwijl de graven Hartman II van Grüningen en Ulrich I van Württemberg voor het begin van de slag met rond de 2.000 man van hun volgelingen naar Hendriks kant overliepen. Hendrik dwong twee hofdagen in Frankfurt en Neurenberg af, maar zag zich geconfronteerd met de toenemende weerstand tegen zijn koningschap gedwongen, tegen het Staufische Zwaben te velde te trekken. In de winter van 1247 liet hij Ulm en Reutlingen belegeren. Toen hij bij een schermutseling werd gekwetst, gaf hij zijn krijgsplannen verrassend genoeg op en trok zich op de Wartburg terug, waar hij op 16 februari 1247 stierf.
Hij werd naast zijn ouders in het Catharinaklooster bij Eisenach begraven, zijn hart werd anderzijds in de in 1235 door hem ter ere van de Heilige Elisabeth gestichte Predikerskerk van de Dominicanen bijgezet.

## Huwelijken
- Elisabeth van Brandenburg (1206/1210 - zomer 1231, ∞ 1228), een dochter van markgraaf Albrecht II van Brandenburg,
- Gertrude van Babenberg (1210/1215 - 1241,  ∞ 1238), de zuster van hertog Frederik II van Oostenrijk,
- Beatrix van Brabant (1225 - 1288, ∞ 1241), een dochter van hertog Hendrik II van Brabant, die kort tevoren van zijn kant met Sofia, de dochter van Lodewijk en Elisabeth, was getrouwd; de moeder van Beatrix was een dochter van de Staufenkoning Filips van Zwaben. Nog in het jaar van Hendriks dood hertrouwde ze met graaf Willem II van Vlaanderen.

## Opvolging
Daar ook Hendriks derde huwelijk zonder mannelijke nakomelingen bleef, wist hij bij keizer Frederik de eventualiteitsbelening aan zijn Wettinische neef Hendrik, zoon van zijn halfzus Jutta van Thüringen en markgraaf Diederik van Meißen, met het landgraafschap Thüringen te bewerkstelligen.
Met Hendrik Raspe stierven de Ludowingers in mannelijke lijn uit. In de daarop uitbrekende successieoorlog slaagde Hendriks nicht Sofia van Brabant, dochter van Lodewijk en Elizabeth en echtgenote van hertog Hendrik II van Brabant, erin de Hessische bezittingen van de Ludowingers voor haar zoon Hendrik te winnen, terwijl het landgraafschap Thüringen naar Hendriks neef Hendrik III van Meißen en daarmee naar de Wettiners ging.

## Voorouders
| Overgrootouders | Lodewijk I van Thüringen (-1140) ∞ Hedwig van Gudensberg (-)                   | Lodewijk I van Thüringen (-1140) ∞ Hedwig van Gudensberg (-)                   | Frederik II van Zwaben (1090-1147) ∞ Agnes van Saarbrücken (-)                 | Frederik II van Zwaben (1090-1147) ∞ Agnes van Saarbrücken (-)                 | Otto IV van Wittelsbach (1090-1156) ∞ Heilika van Pettendorf (ca.1100-1170) | Otto IV van Wittelsbach (1090-1156) ∞ Heilika van Pettendorf (ca.1100-1170) | Lodewijk I van Loon (1107-1171) ∞ Agnes van Metz (1114-1175)            | Lodewijk I van Loon (1107-1171) ∞ Agnes van Metz (1114-1175)            | Lodewijk I van Loon (1107-1171) ∞ Agnes van Metz (1114-1175) | Lodewijk I van Loon (1107-1171) ∞ Agnes van Metz (1114-1175) |
| Grootouders     | Lodewijk II van Thüringen (1128-1177) ∞ Judith van Hohenstaufen (ca.1100-1170) | Lodewijk II van Thüringen (1128-1177) ∞ Judith van Hohenstaufen (ca.1100-1170) | Lodewijk II van Thüringen (1128-1177) ∞ Judith van Hohenstaufen (ca.1100-1170) | Lodewijk II van Thüringen (1128-1177) ∞ Judith van Hohenstaufen (ca.1100-1170) | Otto I van Beieren (1117-1183) ∞ Agnes van Loon (1150-1191)                 | Otto I van Beieren (1117-1183) ∞ Agnes van Loon (1150-1191)                 | Otto I van Beieren (1117-1183) ∞ Agnes van Loon (1150-1191)             | Otto I van Beieren (1117-1183) ∞ Agnes van Loon (1150-1191)             |                                                              |                                                              |
| Ouders          | Herman I van Thüringen (1155-1217) ∞ Sophia van Beieren (ca. 1170-1238)        | Herman I van Thüringen (1155-1217) ∞ Sophia van Beieren (ca. 1170-1238)        | Herman I van Thüringen (1155-1217) ∞ Sophia van Beieren (ca. 1170-1238)        | Herman I van Thüringen (1155-1217) ∞ Sophia van Beieren (ca. 1170-1238)        | Herman I van Thüringen (1155-1217) ∞ Sophia van Beieren (ca. 1170-1238)     | Herman I van Thüringen (1155-1217) ∞ Sophia van Beieren (ca. 1170-1238)     | Herman I van Thüringen (1155-1217) ∞ Sophia van Beieren (ca. 1170-1238) | Herman I van Thüringen (1155-1217) ∞ Sophia van Beieren (ca. 1170-1238) |                                                              |                                                              |

### Wetenschappelijke literatuur
- W. Mägdefrau, Thüringen und die Thüringer Landgrafschaft der Ludowinger vom Regierungsantritt Hermanns I. (1190) bis zum Tode Heinrich Raspes (1247), in W. Mägdefrau - e.a. (edd.), Schmalkalden und Thüringen in der deutschen Geschichte: Beiträge zur mittelalterlichen und neueren Geschichte und Kulturgeschichte, Schmalkalden, 1990.
- H. Patze Die Entstehung der Landesherrschaft in Thüringen (= Mitteldeutsche Forschungen, 22), I, Keulen - e.a., 1962.
- J. Petersohn Heinrich Raspe und die Apostelhäupter oder: Die Kosten der Rompolitik Kaiser Friedrichs II. (=  Sitzungsberichte der Wissenschaftlichen Gesellschaft an der Johann-Wolfgang-Goethe-Universität Frankfurt am Main, 40.3). Steiner, Stuttgart, 2002. ISBN 3515082115
- H.M. Schaller, art. Heinrich Raspe, in Neue Deutsche Biographie 8 (1969), pp. 334–336.
- F.W. Schirrmacher, art. Heinrich Raspe in de Allgemeine Deutsche Biographie (ADB) 11 (1880), pp. 439–443.
- H. Schwarz Die Ludowinger. Aufstieg und Fall des ersten thüringischen Landgrafengeschlechts (= Kleine Schriftenreihe der Wartburg-Stiftung. Bd. 6). Wartburg-Stiftung, Eisenach 1993.
- Matthias Werner (ed.), Heinrich Raspe – Landgraf von Thüringen und römischer König (1227–1247). Fürsten, König und Reich in spätstaufischer Zeit (= Jenaer Beiträge zur Geschichte, 3), Frankfurt am Main, 2003. ISBN 3631376847